# Stoletov (cráter)
Stoletov es un cráter de impacto lunar perteneciente a la cara oculta de la Luna. Se encuentra en el hemisferio norte, a menos de un diámetro al norte de Kulik. Al noroeste de Stoletov se halla Montgolfier.
|  |

Es una formación desgastada y erosionada. Presenta un cúmulo combinado de pequeños impactos en el borde norte y pequeños cráteres atravesando los bordes sur y oeste. Las paredes internas y el suelo interior carecen relativamente de rasgos significativos. Posee un cratercillo al sur del punto medio.

## Cráteres satélite
Por convención estos elementos son identificados en los mapas lunares poniendo la letra en el lado del punto medio del cráter que está más cercano a Stoletov.
|          | \| Stoletov \| Coordenadas \| Diámetro \| \| -------- \| ------------------------------- \| -------- \| \| C \| 46°18′N 153°36′O / 46.3, -153.6 \| 36 km \| \| Y \| 46°30′N 155°36′O / 46.5, -155.6 \| 22 km \| |          |
| Stoletov | Coordenadas | Diámetro |
| C        | 46°18′N 153°36′O / 46.3, -153.6 | 36 km    |
| Y        | 46°30′N 155°36′O / 46.5, -155.6 | 22 km    |